# Edmunds-Gletscher
Der Edmunds-Gletscher ist ein Gletscher am Mount Rainier im US-Bundesstaat Washington. Er wurde 1883 nach George F. Edmunds benannt. Der Gletscher liegt an der Westflanke des Vulkans unterhalb der steilen Felswände Mowich Face und Sunset Face. Beginnend in etwa 9.900 ft (3.018 m) Höhe, fließt der Gletscher nordwestwärts bis auf etwa 7.000 ft (2.134 m) Höhe herab und endet nordöstlich der Jeanette Heights. Das Schmelzwasser des Edmunds-Gletscher speist den Mowich River, welcher schließlich in den Puyallup River mündet.